# 무안 용월리 백로와 왜가리 번식지
무안 용월리 백로와 왜가리 번식지는 대한민국의 천연기념물이다.
무안 용월리의 마을 앞 저수지에 있는 백로 및 왜가리 번식지에는 약 500마리의 왜가리가 4그루의 팽나무에 둥지를 틀어 번식하고 있다. 또한 마을 앞 청룡산 번식지에는 약 600마리 정도의 백로와 왜가리가 집단 번식하고 있다.
- 무안 용월리의 백로 및 왜가리 번식지 보관됨 2007-09-29 - 웨이백 머신 - 남북의 천연기념물
- 무안 용월리의 백로 및 왜가리 번식지 - 문화재청